# اتحاد السيدات الجراحات
اتحاد السيدات الجراحات تأسس الاتحاد عام 1981. وهو منظمة تعليمية احترافية لا تهدف للربح ويضم أكثر من ألفي عضو من 21 دولة رجالا ونساء. وهو أحد أكبر المنظمات العالمية التي تهدف لدعم التواصل بين الجراحات، وتبادل خبراتهم في مختلف مراحل حياتهم العملية؛ حيث أن شعارهم هو " إلهام وحث وتمكين السيدات الجراحات من الوصول لأهدافهم الشخصية والعملية.
تهدف المنظمة لجعل الجراحات الحاليين والمستقبليين للتفاعل مع بعضهم لإدراك مساعيهم الشخصية والعملية، وأيضا تشجيعهم على النجاح. والأهم من ذلك هو الإبداع في بث هذه الإلهامات من خلال الإشراف عليهم وتعليمهم وخلق بيئة تواصل تخدم وتوصل جهوداتهم كطالبات وجراحات أولا وقائدات فيما بعد.